# Auguste Boudinot
Pour les articles homonymes, voir Boudinot.
Auguste Boudinot, né le 27 avril 1891 à Cayenne (Guyane) et mort le 12 avril 1970 dans la même ville, est un homme politique français.

## Biographie
De 1937 à 1940, il est le président de la chambre de commerce de la Guyane.
Il est maire de Cayenne de 1947 à 1953,.
Il est vice-président (1945-1948), puis président (1948-1955) du conseil général de la Guyane,.
Une rue porte son nom.

## Détail des fonctions et des mandats

### Mandats locaux
- 19 octobre 1947 - 23 octobre 1947 : Conseiller municipal de Cayenne
- 1953 - 1959 : Conseiller municipal de Cayenne
- 23 octobre 1947 - 1953 : Maire de Cayenne
- 14 octobre 1945 - 2 octobre 1949 : Conseiller général du canton d'Approuague-Oyapock
- 2 octobre 1949 - 1955 : Conseiller général du canton de l'Oyapock
- 1945 - 1948 : Vice-président du conseil général de la Guyane
- 1948 - 1955 : Président du conseil général de la Guyane

### Mandats parlementaires
- 18 mai 1952 - 8 juin 1958 : Sénateur de la Guyane
- 8 juin 1958 - 26 avril 1959 : Sénateur de la Guyane

## Distinctions
- Commandeur de l'ordre national du Mérite
- Chevalier de la Légion d'honneur (27 août 1948)